# Uppstigningens brunn
Uppstigningens brunn (engelska: Mistborn: The Well of Ascension) är andra boken i Brandon Sandersons Mistborn-serie. Den utkom 2007.